# 13 Pułk Lotnictwa Myśliwskiego

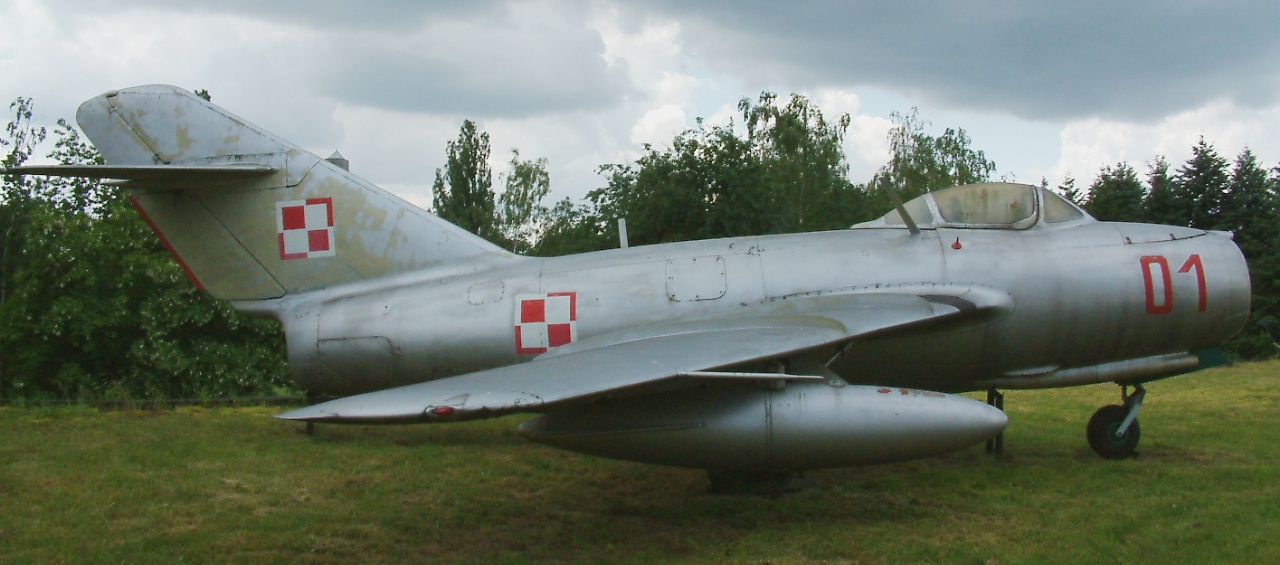
Lim-2

13 Pułk Lotnictwa Myśliwskiego OPK (13 plm OPK) – oddział lotnictwa myśliwskiego Sił Zbrojnych PRL.

## Formowanie i zmiany organizacyjne
1 października 1951 roku, w ramach sześcioletniego planu rozbudowy lotnictwa, na lotnisku Warszawa-Babice, sformowano 13 Pułk Lotnictwa Myśliwskiego OPL. Etat nr 6/165 przewidywał 290 żołnierzy zawodowych oraz 2 pracowników kontraktowych. W marcu 1952 roku pułk został przebazowany na lotnisko w Leźnicy Wielkiej k/Łęczycy.
W 1956 roku pułk przeniesiono na nowy etat o stanie 313 wojskowych i 3 pracowników kontraktowych. W 1957 roku pułk wszedł w skład 1 Korpusu Obrony Przeciwlotniczej Obszaru Kraju(od 1962 r. Korpus Obrony Powietrznej Kraju).
W terminie do 30 grudnia 1971 roku, dowódca Wojsk Obrony Powietrznej Kraju rozformował 13 Pułk Lotnictwa Myśliwskiego.

## Dowódcy pułku
Wykaz dowódców pułków podano za: Józef Zieliński [red.]: Polskie lotnictwo wojskowe 1945−2010. s. 126.:
- mjr pil. Stanisław Wiącek (1951 −1953)
- mjr pil. Bolesław Smolik (1953 −1954)
- ppłk pil. Wiktor Iwoń (1954 −1957)
- ppłk pil. Stanisław Zaniewski 1957
- mjr pil. Zbigniew Krawczak (1957 −1958)
- mjr pil. Władysław Sobaczewski (1959 −1961)
- mjr pil. Edmund Koźbiał (1961 −1967)
- ppłk pil. Zbigniew Romanowski (1967 −1971)